# Musée Michel-Ange
Le musée Michel-Ange est un ancien palais du XIVe siècle situé à Caprese Michelangelo, dans la province d'Arezzo, en Toscane en Italie, dans lequel est né le peintre, sculpteur, architecte et ingénieur italien Michel-Ange (1475-1564), où un musée d'art dédié à l'artiste, a été fondé en 1875.

## Naissance de Michel-Ange
Michel-Ange naît le dimanche 6 mars 1475 dans le palais du podestat de Caprese (Palazzo del Podestà). Second des cinq fils de Francesca di Neri et de Ludovico di Leonardo Buonarroti Simoni (Podestat de Caprese et Chiusi, haut magistrat fonctionnaire de la République florentine, en charge d'administrer la justice et de maintenir l'ordre public auprès de la famille de Médicis régnant à Florence. Il vit dans le palais des Podestats, à titre de siège et de résidence).

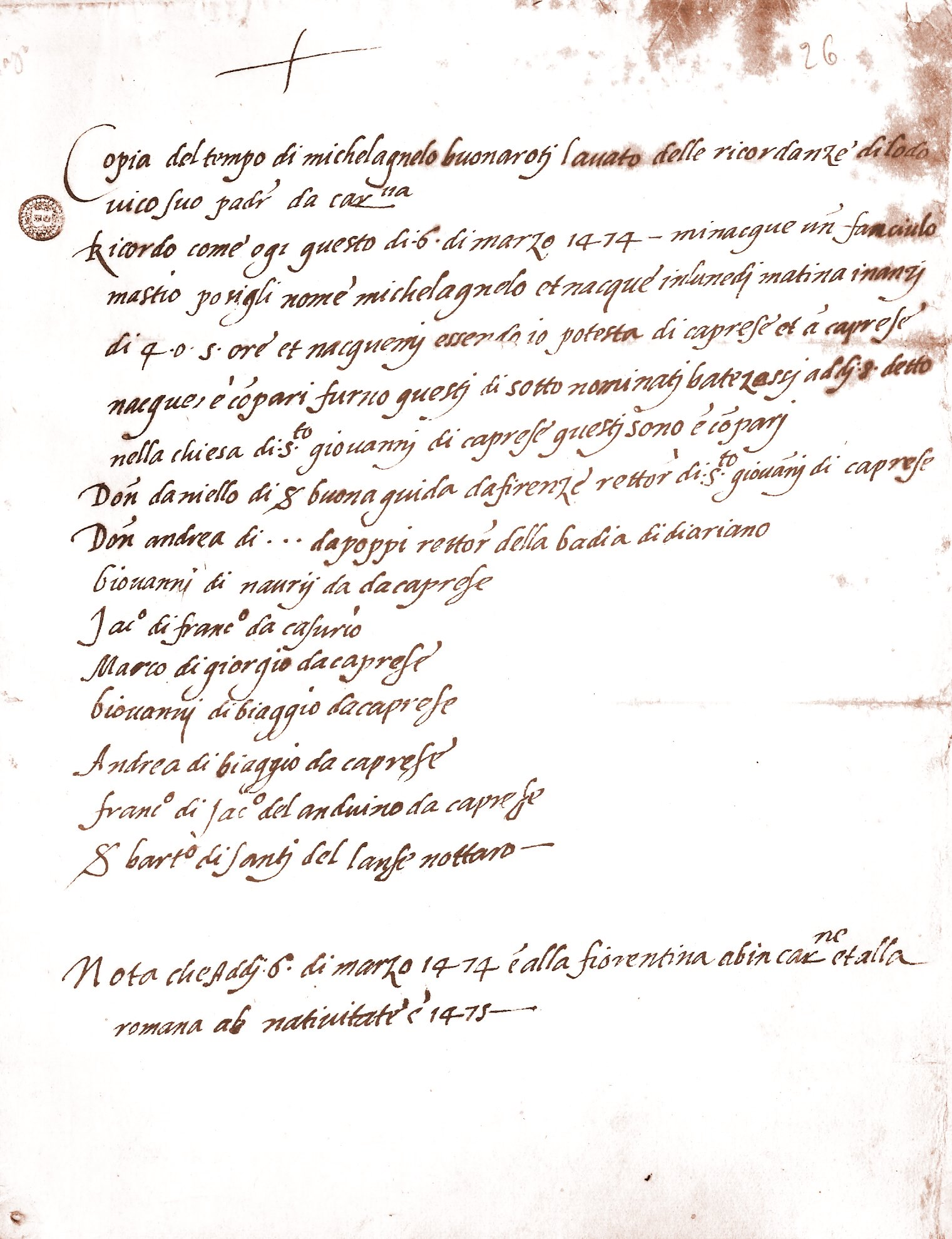
Copie de l'acte de naissance de Michel-Ange.
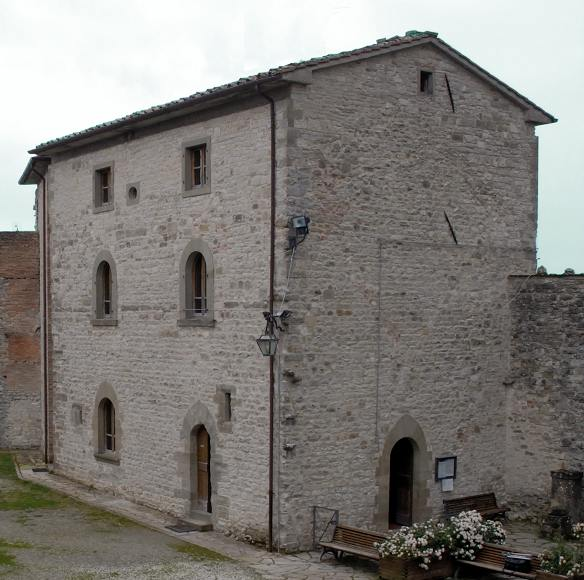
Palazzo Clusini.

Sa charge accomplie, le père revient avec sa famille dans sa cité natale de Settignano, près de Florence ou sa mère disparaît en 1481 alors qu'il a 6 ans.
À partir de 1488 Michel-Ange devient apprenti artiste à Florence chez le peintre Domenico Ghirlandaio, puis à l'école de sculpture du palais du richissime grand-duc de Toscane Laurent de Médicis qui devient son puissant protecteur et mécène.

## Musée Michel-Ange
En 1875 le musée d'origine est fondé dans la première partie restaurée Palazzo del Podestà du site. L'ancien palais se compose de trois bâtiments principaux : le Palazzo del Podestà, le Palazzo Clusini, la Haute Cour ainsi qu'un jardin avec une exposition d'art en plein air. Le musée est meublé par des meubles de style Renaissance, sans rapport avec les meubles d'origine de l'époque de l'artiste.

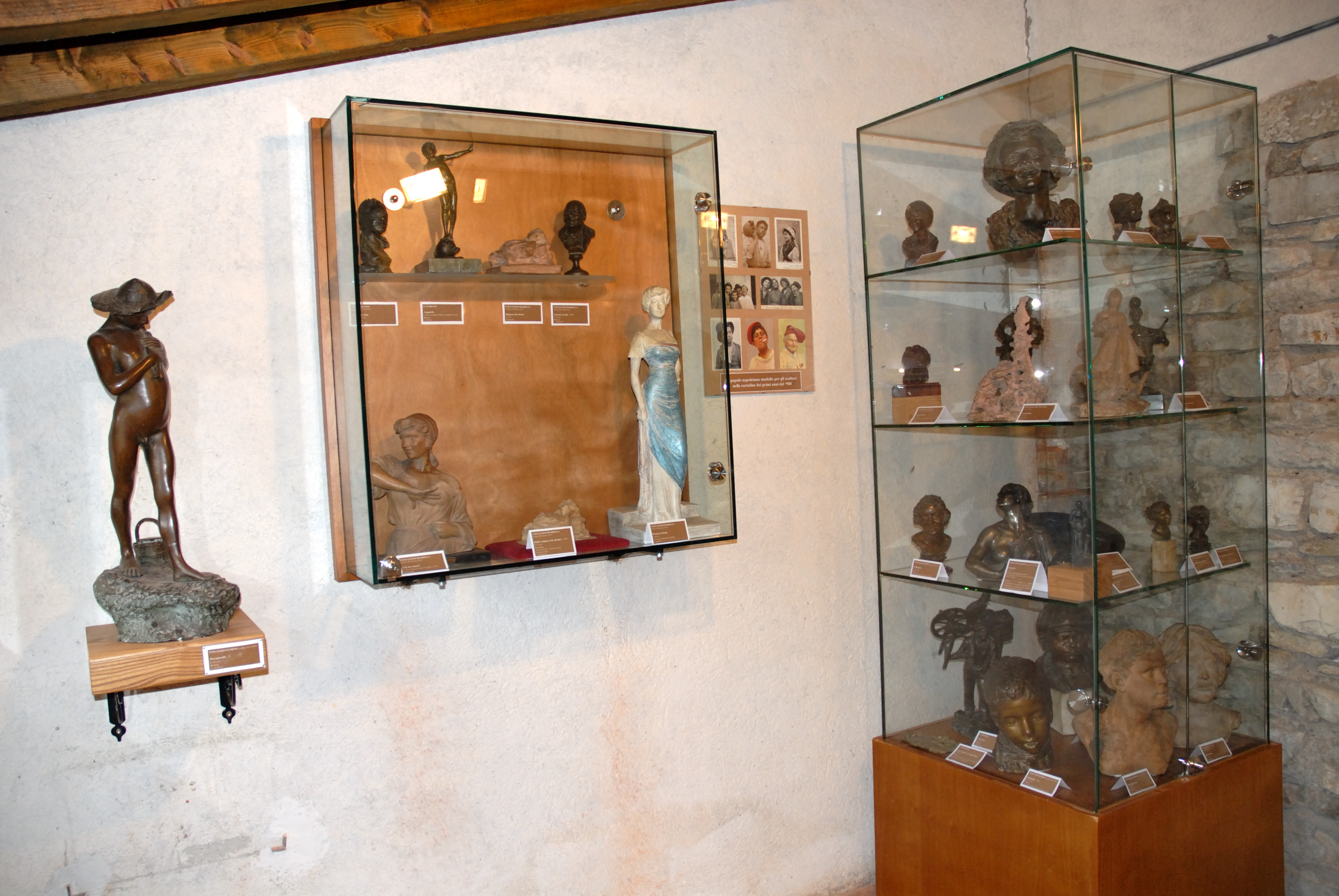
Musée Michel-Ange.
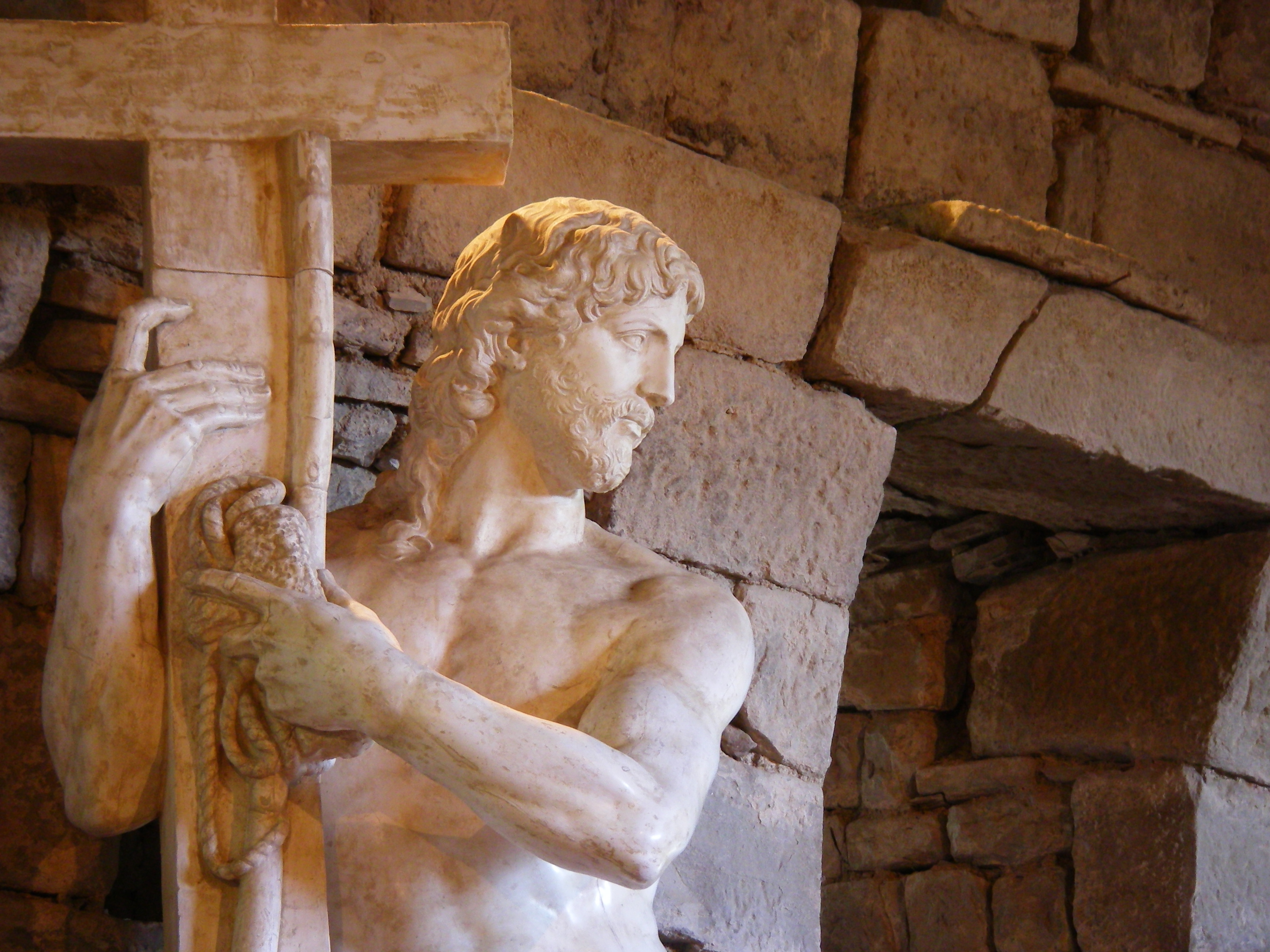
Cristo Risorto, par Michel-Ange.

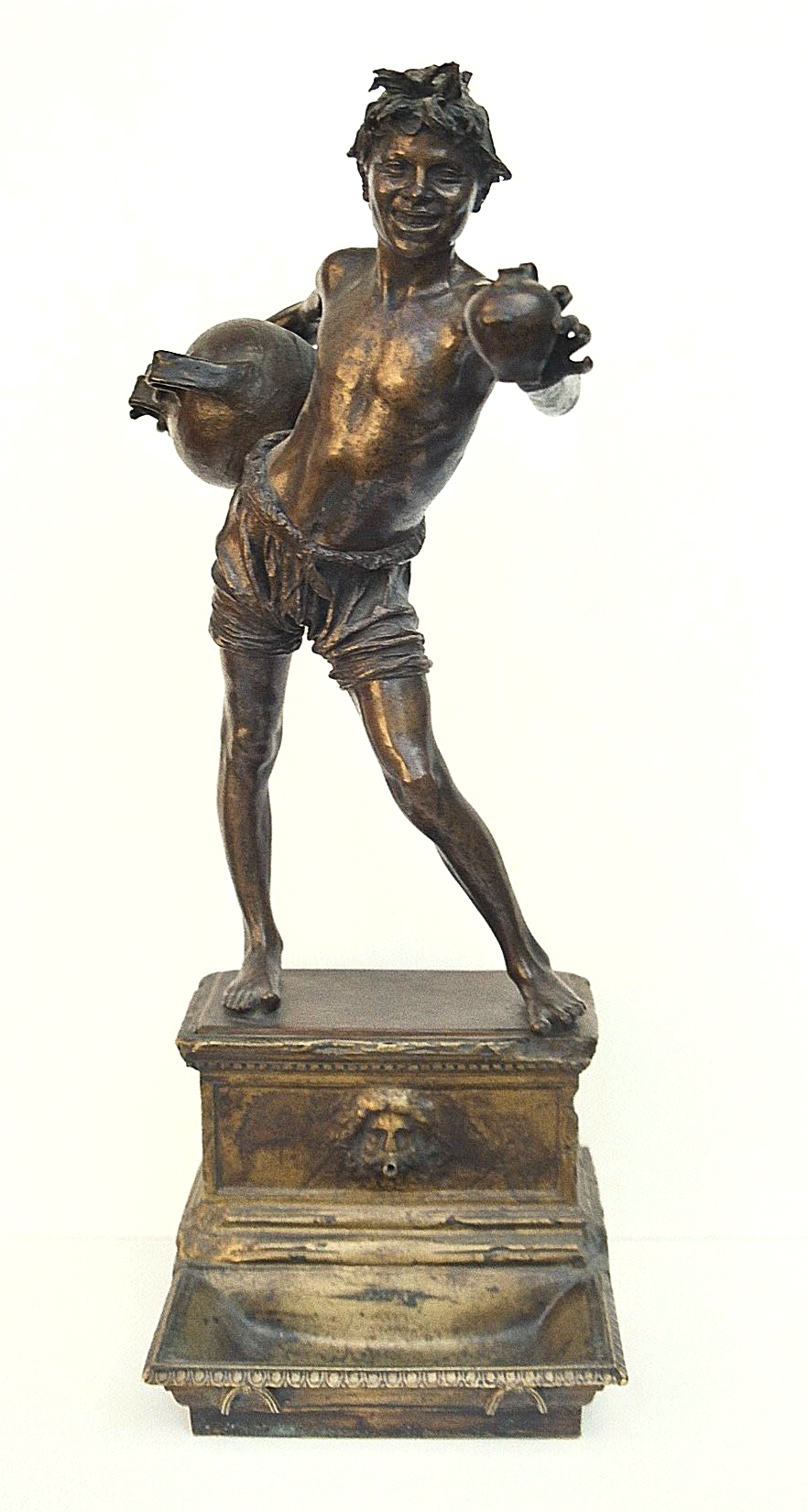
Acquaiolo, par Vincenzo Gemito.

En 1913 le roi Victor-Emmanuel III d'Italie ajoute par décret Michelangelo au nom original du bourg, en l'honneur du grand artiste qui y est né.
En 1964 à la suite de la restauration de la partie Haute Cour, le musée est agrandi, avec entre autres la bibliothèque Michel-Ange spécialisée dans l'histoire de l'art situé dans l'hôtel de ville moderne de Caprese, à 200 m de l'ancien palais.

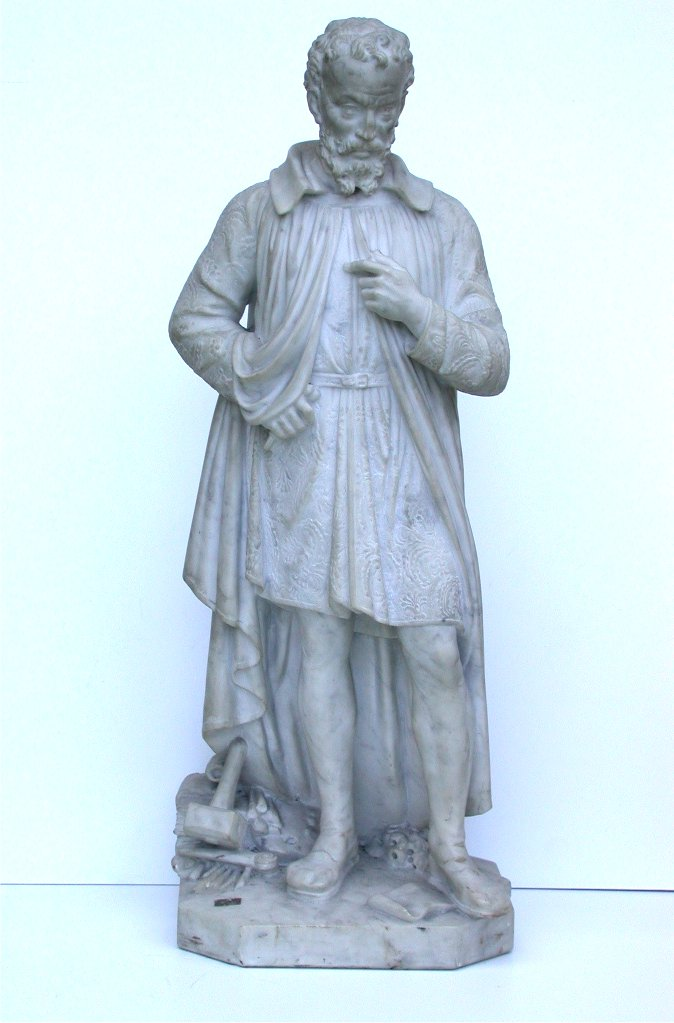
Statue de Michel-Ange, par Emilio Santarelli.
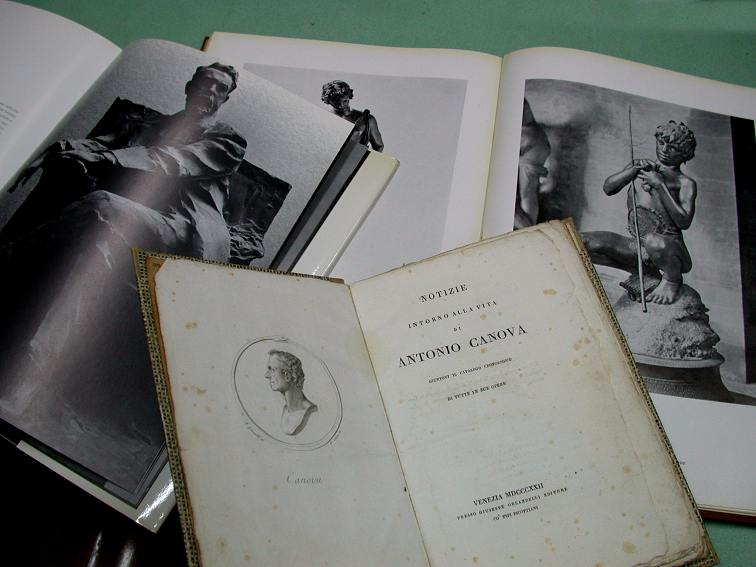
Documents de la bibliothèque Michel-Ange.
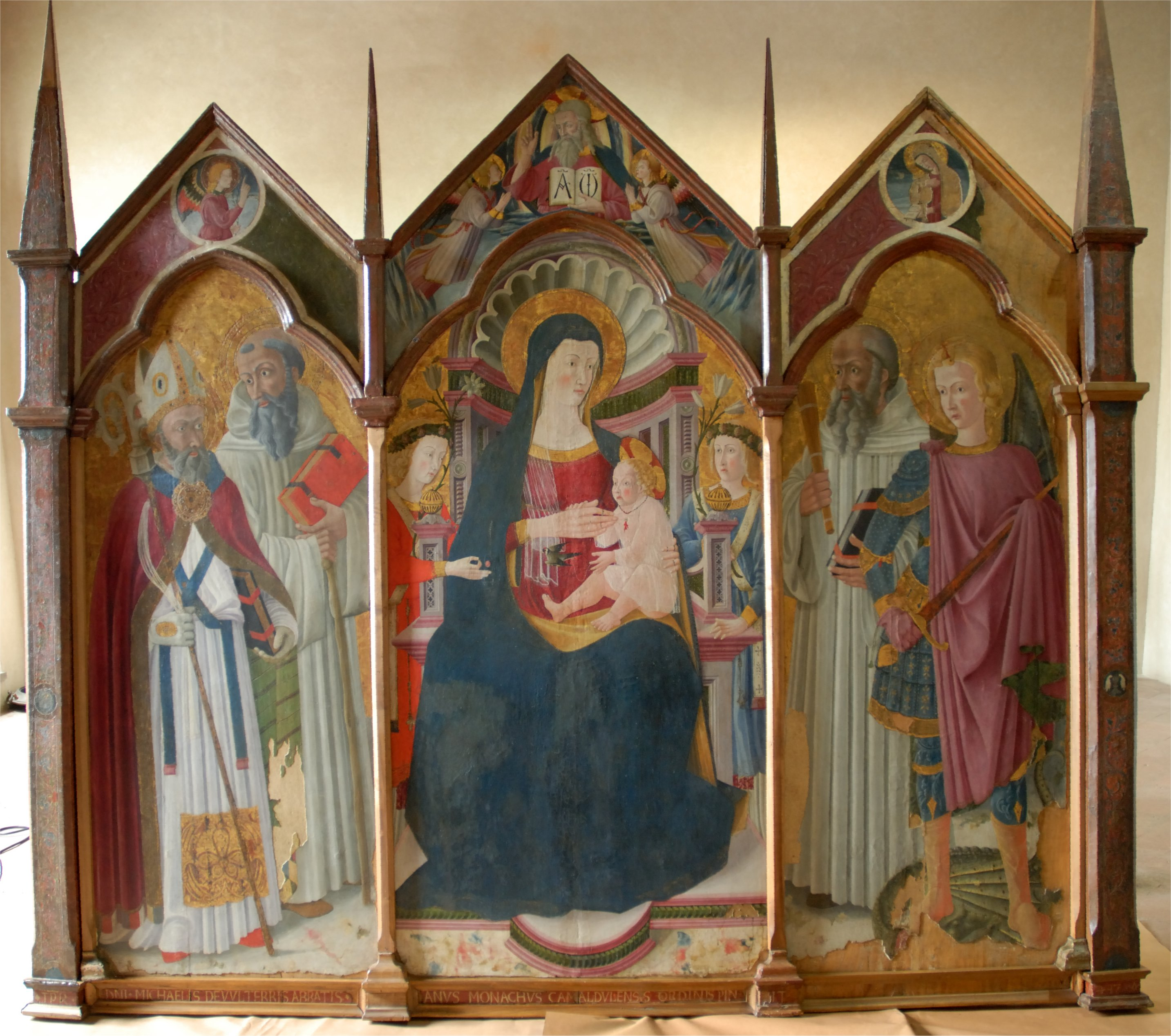
Madonna tra Santi, par Giuliano Amidei.
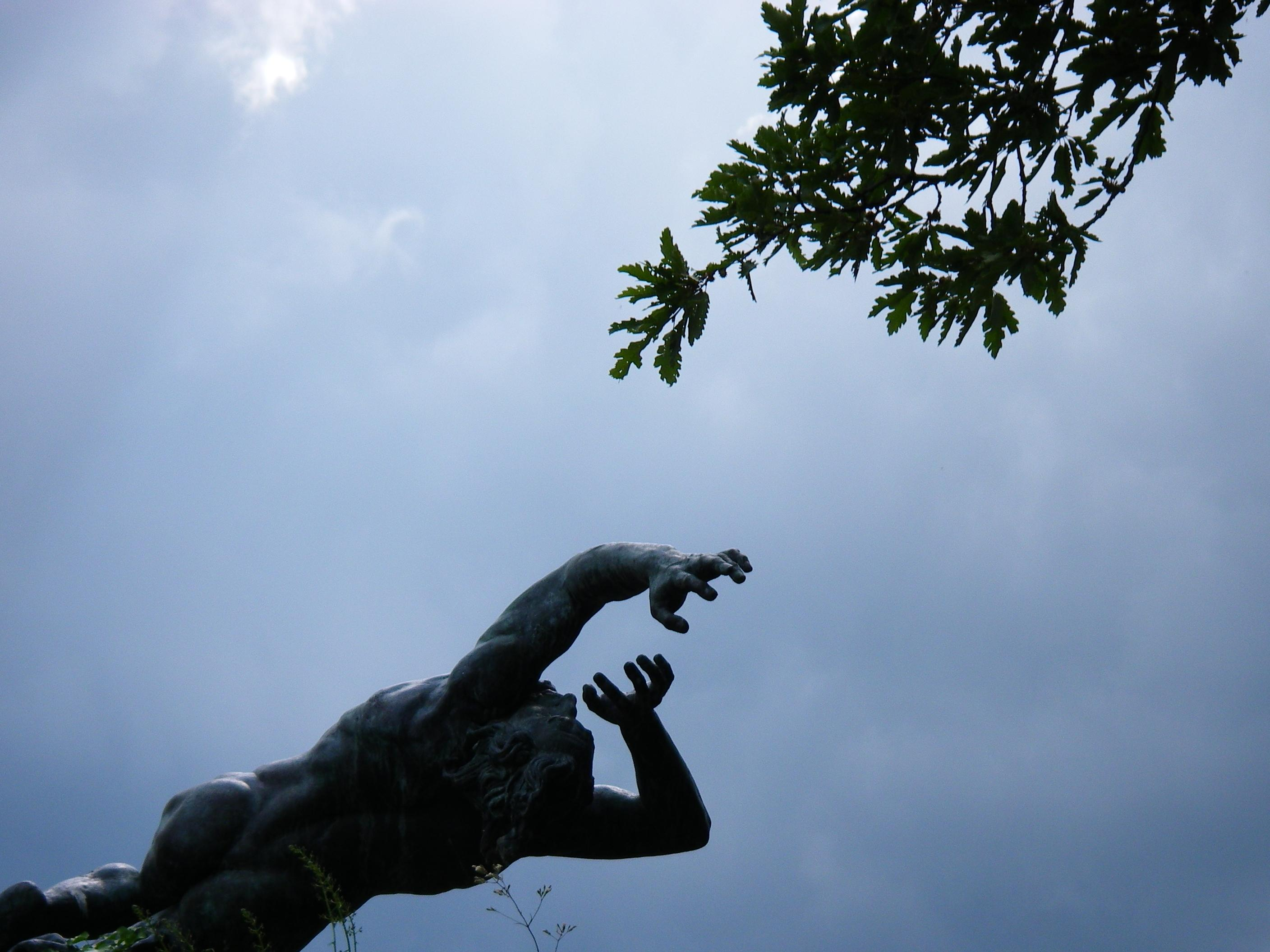
Saulo, par Marcello Tommasi.

Le musée expose de nombreuses copies, moulages et photographies d'œuvres de Michel-Ange mais aussi de très nombreuses œuvres en bronze, marbre, plâtre, bois, cire, argile ... d’artistes italien dont Adriano Cecioni, Bartolomeo Pinelli, Leonardo Bistolfi, Giovanni De Martino, Medardo Rosso, Antonio Canova, Marcello Tommasi, Umberto Boccioni, Galileo Chini, Alceo Dossena, Ettore Ferrari, Giuseppe Grandi, Emilio Greco, Pompeo Marchesi, Francesco Paolo Michetti, Raffaello Romanelli, Vincenzo Vela, Cesare Zocchi...

## Lieu de tournage
En 2016, une équipe de l'émission Secrets d'Histoire a tourné plusieurs séquences au musée dans le cadre d'un numéro consacré à Michel-Ange, intitulé Les démons de Michel-Ange, diffusé le 13 juillet 2017 sur France 2.